# Beffroi (charpente)
Pour les articles homonymes, voir beffroi (homonymie).

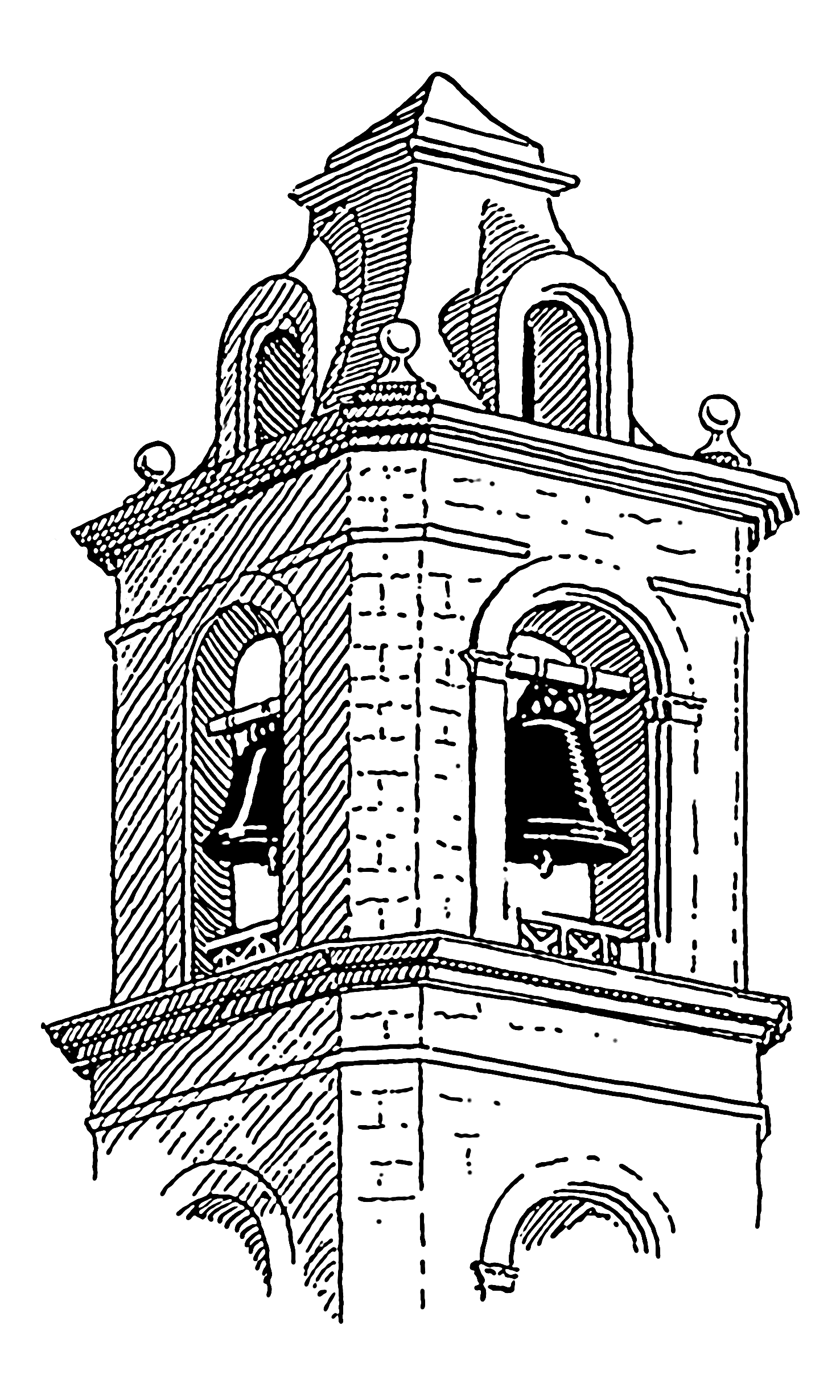
Dessin d’un beffroi.

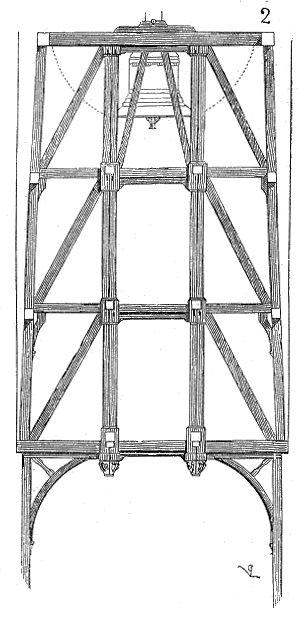
Beffroi de la cathédrale Notre-Dame de Chartres.

Un beffroi, beffroi de charpente, beffroi en charpente (baffraiz en vieux français) est un ouvrage de charpente destiné à supporter et à permettre de faire mouvoir des cloches ; on a donné par synecdoque le nom de beffrois aux tours renfermant les cloches de la commune ; mais pour les cathédrales comme Notre-Dame de Paris, il est préférable d'appeler « tours » les constructions en maçonnerie, et « beffrois » les charpentes destinées à supporter les cloches dans les tours.
Le beffroi est conçu pour isoler les murs de pierre des cloches. Il est constitué d’un entrelacement complexe de croix en chêne et repose sur un rebord en pierre dépassant des murs intérieurs de la tour. Lorsque les cloches sonnent, le matériau plus indulgent absorbe les vibrations. Si les cloches étaient reliées directement à la pierre, leurs vibrations dangereuses affaibliraient les murs qui finiraient par s’écrouler.
Les clochers d'églises sont souvent disposés pour contenir des beffrois en charpente, au milieu desquels manœuvrent les cloches. Ces beffrois sont posés sur une retraite ou sur des corbeaux ménagés dans la construction des tours, et s'élèvent en se rétrécissant vers leur sommet afin de ne pas toucher les parois intérieures de la maçonnerie lorsque le mouvement imprimé aux cloches les fait osciller, et aussi pour présenter une plus grande résistance à l'action de va-et-vient de ces cloches mises en branle. Lorsque la masse des cloches utilisées atteignit des sommets, on dut les suspendre dans des beffrois de charpente indépendants de la construction en maçonnerie.
En France, en Belgique, en Allemagne, on construisait déjà, au Xe siècle, des clochers d'un diamètre tel qu'il fait supposer l'emploi de fortes et nombreuses cloches, la construction de beffrois intérieurs de charpente très importants. Selon Eugène Viollet-le-Duc : « Il ne nous reste pas une seule de ces charpentes antérieures au XVIe siècle. Nous ne pourrions donc donner un exemple appuyé sur un monument existant. »